# Marquee
Marquee – niestandardowy znacznik blokowy w HTML pozwalający na animację tekstu, grafiki bądź obrazów. Został wprowadzony jako rozszerzenie interpretowane przez przeglądarkę Internet Explorer i nie był oraz nie jest częścią standardu HTML, nie został też uwzględniony w XHTML. Znacznik jest przestarzały i używanie go przy tworzeniu stron jest błędem. Podobny efekt można uzyskać za pomocą JavaScript lub CSS.

## Efekty
Znacznik sprawia, że objęty nim element przesuwa się („przewija”) w poziomie. Efekt ten może występować w trzech odmianach:
- Tekst objęty znacznikiem „wpływa” poza krawędź znacznika i wypływa od przeciwległej krawędzi.
- Tekst „odbija się” od krawędzi znacznika.
- Tekst zatrzymuje się na krawędzi.

## Składnia
Znacznik <marquee> może przybrać następujące charakterystyczne dla siebie atrybuty:
- behavior – określa tryb przesuwania się tekstu na ekranie. Dopuszczalne wartości: scroll, slide oraz alternate.
- bgcolor – określa kolor tła znacznika (atrybut przestarzały, nie powinien być stosowany).
- direction – definiuje kierunek przesuwania się tekstu. Dopuszczalne wartości: left, right, up, down.
- loop – określa ilość powtórzeń
- scrollamount=" " – skok o (...) pikseli
- scrolldelay=" " – opóźnienie tekstu

Oprócz tego znacznik może przybrać inne atrybuty charakterystyczne innych znaczników (np. class, style, width, height, lang itd.). Znacznik wymaga „zamknięcia”, czyli </marquee>.
Przykładowe zastosowanie:
```
<
marquee
 
scrollamount
=
"2"
 
style
=
"background: red;"
>
Przesuwający się o dwa piksele tekst na czerwonym tle
</
marquee
>

```

## Historia
Znacznik został wprowadzony przez Microsoft pod przeglądarkę Internet Explorer, jednak większość przeglądarek, m.in. Opera, Safari czy Mozilla Firefox również wyświetla animacje marquee.
Marquee było powszechnie stosowane na stronach domowych oraz blogach w charakterze „ozdobnika”.